# Landkreis Kaufbeuren
Der Landkreis Kaufbeuren gehörte zum bayerischen Regierungsbezirk Schwaben. Zu Beginn der Gebietsreform in Bayern Anfang der 1970er Jahre hatte er 56 Gemeinden.

## Geographie

### Wichtige Orte
Die größten Orte waren Buchloe, Mauerstetten und Waal.

### Nachbarkreise
Der Landkreis grenzte 1972 im Uhrzeigersinn im Norden beginnend an die Landkreise Schwabmünchen, Landsberg am Lech, Schongau und Marktoberdorf, an die kreisfreie Stadt Kaufbeuren sowie an den Landkreis Mindelheim.

## Geschichte

### Bezirksamt
Das Bezirksamt Kaufbeuren wurde im Jahr 1862 durch den Zusammenschluss der Landgerichte älterer Ordnung Buchloe und Kaufbeuren gebildet. Die Stadt Kaufbeuren blieb eine unmittelbare Stadt und gehörte dem Bezirksamt nicht an.
Anlässlich der Reform des Zuschnitts der bayerischen Bezirksämter erhielt das Bezirksamt Kaufbeuren am 1. Januar 1880 Gemeinden des Bezirksamtes Mindelheim.

### Landkreis
Am 1. Januar 1939 wurde wie sonst überall im Deutschen Reich die Bezeichnung Landkreis eingeführt. So wurde aus dem Bezirksamt der Landkreis Kaufbeuren.
Am 1. April 1940 wurde die kreisfreie Stadt Kaufbeuren in den Landkreis eingegliedert. Das wurde am 1. April 1948 wieder rückgängig gemacht.
Am 1. Juli 1972 wurde der Landkreis Kaufbeuren im Zuge der Gebietsreform in Bayern aufgelöst:
- Die Gemeinden Hirschzell und Oberbeuren wurden in die kreisfreie Stadt Kaufbeuren eingegliedert.
- Die Gemeinden Asch, Denklingen, Dienhausen, Ellighofen, Leeder, Oberdießen, Seestall und Unterdießen kamen zum Landkreis Landsberg am Lech im Regierungsbezirk Oberbayern.
- Die Gemeinde Schlingen kam zum neuen Landkreis Mindelheim, dessen Name am 1. Mai 1973 in Landkreis Unterallgäu geändert wurde.
- Alle übrigen Gemeinden wurden mit dem Landkreis Füssen und dem größten Teil des Landkreises Marktoberdorf zu einem neuen Landkreis Marktoberdorf zusammengefasst, dessen Name am 1. Mai 1973 in Landkreis Ostallgäu geändert wurde.[3][4]

## Einwohnerentwicklung
| Jahr | Einwohner | Quelle |
| ---- | --------- | ------ |
| 1864 | 19.131    | [ 5 ]  |
| 1885 | 21.968    | [ 6 ]  |
| 1900 | 23.282    | [ 7 ]  |
| 1910 | 25.071    | [ 7 ]  |
| 1925 | 25.581    | [ 8 ]  |
| 1939 | 37.434    | [ 9 ]  |
| 1950 | 39.216    | [ 10 ] |
| 1960 | 35.600    | [ 11 ] |
| 1971 | 38.400    | [ 12 ] |

## Gemeinden
Die Gemeinden des Landkreises Kaufbeuren vor der Gemeindereform. Heute noch existierende Gemeinden sind fett geschrieben.

Landkreis Kaufbeuren, Gemeindegrenzenkarte von 1961

|    | frühere Gemeinde         | heutige Gemeinde  | heutiger Landkreis          |
| -- | ------------------------ | ----------------- | --------------------------- |
| 1  | Apfeltrang               | Ruderatshofen     | Landkreis Ostallgäu         |
| 2  | Asch                     | Fuchstal          | Landkreis Landsberg am Lech |
| 3  | Aufkirch                 | Kaltental         | Landkreis Ostallgäu         |
| 4  | Baisweil                 | Baisweil          | Landkreis Ostallgäu         |
| 5  | Beckstetten              | Jengen            | Landkreis Ostallgäu         |
| 6  | Blonhofen, Markt         | Kaltental         | Landkreis Ostallgäu         |
| 7  | Bronnen                  | Waal              | Landkreis Ostallgäu         |
| 8  | Buchloe, Stadt           | Buchloe           | Landkreis Ostallgäu         |
| 9  | Denklingen               | Denklingen        | Landkreis Landsberg am Lech |
| 10 | Dienhausen               | Denklingen        | Landkreis Landsberg am Lech |
| 11 | Dillishausen             | Lamerdingen       | Landkreis Ostallgäu         |
| 12 | Dösingen                 | Westendorf        | Landkreis Ostallgäu         |
| 13 | Eggenthal                | Eggenthal         | Landkreis Ostallgäu         |
| 14 | Ellighofen               | Landsberg am Lech | Landkreis Landsberg am Lech |
| 15 | Emmenhausen              | Waal              | Landkreis Ostallgäu         |
| 16 | Eurishofen               | Jengen            | Landkreis Ostallgäu         |
| 17 | Frankenhofen             | Kaltental         | Landkreis Ostallgäu         |
| 18 | Frankenried              | Mauerstetten      | Landkreis Ostallgäu         |
| 19 | Großkitzighofen          | Lamerdingen       | Landkreis Ostallgäu         |
| 20 | Gutenberg                | Oberostendorf     | Landkreis Ostallgäu         |
| 21 | Hirschzell               | Kaufbeuren        | kreisfreie Stadt Kaufbeuren |
| 22 | Honsolgen                | Buchloe           | Landkreis Ostallgäu         |
| 23 | Ingenried                | Pforzen           | Landkreis Ostallgäu         |
| 24 | Irsee, Markt             | Irsee             | Landkreis Ostallgäu         |
| 25 | Jengen                   | Jengen            | Landkreis Ostallgäu         |
| 26 | Ketterschwang            | Germaringen       | Landkreis Ostallgäu         |
| 27 | Kleinkemnat              | Kaufbeuren        | kreisfreie Stadt Kaufbeuren |
| 28 | Kleinkitzighofen         | Lamerdingen       | Landkreis Ostallgäu         |
| 29 | Lamerdingen              | Lamerdingen       | Landkreis Ostallgäu         |
| 30 | Lauchdorf                | Baisweil          | Landkreis Ostallgäu         |
| 31 | Leeder, Markt            | Fuchstal          | Landkreis Landsberg am Lech |
| 32 | Lengenfeld               | Oberostendorf     | Landkreis Ostallgäu         |
| 33 | Linden                   | Stöttwang         | Landkreis Ostallgäu         |
| 34 | Lindenberg               | Buchloe           | Landkreis Ostallgäu         |
| 35 | Mauerstetten             | Mauerstetten      | Landkreis Ostallgäu         |
| 36 | Oberbeuren               | Kaufbeuren        | kreisfreie Stadt Kaufbeuren |
| 37 | Oberdießen               | Unterdießen       | Landkreis Landsberg am Lech |
| 38 | Obergermaringen          | Germaringen       | Landkreis Ostallgäu         |
| 39 | Oberostendorf            | Oberostendorf     | Landkreis Ostallgäu         |
| 40 | Osterzell                | Osterzell         | Landkreis Ostallgäu         |
| 41 | Pforzen                  | Pforzen           | Landkreis Ostallgäu         |
| 42 | Reichenbach              | Stöttwang         | Landkreis Ostallgäu         |
| 43 | Rieden                   | Rieden            | Landkreis Ostallgäu         |
| 44 | Schlingen                | Bad Wörishofen    | Landkreis Unterallgäu       |
| 45 | Seestall                 | Fuchstal          | Landkreis Landsberg am Lech |
| 46 | Stöttwang                | Stöttwang         | Landkreis Ostallgäu         |
| 47 | Thalhofen an der Gennach | Stöttwang         | Landkreis Ostallgäu         |
| 48 | Ummenhofen               | Jengen            | Landkreis Ostallgäu         |
| 49 | Unterdießen              | Unterdießen       | Landkreis Landsberg am Lech |
| 50 | Untergermaringen         | Germaringen       | Landkreis Ostallgäu         |
| 51 | Unterostendorf           | Oberostendorf     | Landkreis Ostallgäu         |
| 52 | Waal, Markt              | Waal              | Landkreis Ostallgäu         |
| 53 | Waalhaupten              | Waal              | Landkreis Ostallgäu         |
| 54 | Weicht                   | Jengen            | Landkreis Ostallgäu         |
| 55 | Weinhausen               | Jengen            | Landkreis Ostallgäu         |
| 56 | Westendorf               | Westendorf        | Landkreis Ostallgäu         |

Die Gemeinde Dornstetten wurde am 1. März 1925 nach Unterdießen eingemeindet.

## Kfz-Kennzeichen
Am 1. Juli 1956 wurde dem Landkreis bei der Einführung der bis heute gültigen Kfz-Kennzeichen das Unterscheidungszeichen KF zugewiesen. Es wird nur in der Stadt Kaufbeuren durchgängig bis heute ausgegeben. Im Landkreis Ostallgäu wurde es bis zum 3. August 1974 ausgegeben.